# ريتشارد ويلسون
ريتشارد ويلسون (بالإنجليزية: Richard Wilson)‏ (و. 1936 – م) هو ممثل، ومخرج مسرحي، من المملكة المتحدة.

## التعليم
تعلم في الأكاديمية الملكية للفنون المسرحية، في تخصص تمثيل.

## جوائز
حصل على جوائز منها:
- نيشان الامبراطورية البريطانية من رتبة ضابط.

## وصلات خارجية
- ريتشارد ويلسون على موقع IMDb (الإنجليزية)
- ريتشارد ويلسون على موقع روتن توميتوز (الإنجليزية)
- ريتشارد ويلسون على موقع ألو سيني (الفرنسية)
- ريتشارد ويلسون على موقع ميوزك برينز (الإنجليزية)
- ريتشارد ويلسون على موقع أول موفي (الإنجليزية)
- ريتشارد ويلسون على موقع قاعدة بيانات برودواي على الإنترنت (الإنجليزية)
- ريتشارد ويلسون على موقع قاعدة بيانات الأفلام السويدية (السويدية)
- ريتشارد ويلسون على موقع إن إن دي بي (الإنجليزية)
- ريتشارد ويلسون على موقع ديسكوغز (الإنجليزية)
- ريتشارد ويلسون على موقع قاعدة بيانات الفيلم (الإنجليزية)